# Villa Perrotte
La Villa Perrotte est un hôtel particulier de style Art déco situé au no 9 rue Jules-Ferry à Dieppe en Seine-Maritime. Réalisé en 1928 par l'architecte Georges Feray pour le compte de Pierre Perrotte, industriel dieppois et maire de Dieppe (1929-1935), l'édifice est inscrit monument historique depuis 2012.

## Localisation
La villa Perrotte est située dans le département français de la Seine-Maritime, sur la commune de Dieppe, au 9 rue Jules-Ferry.

## Historique
L'édifice est construit en 1928 par Georges Feray, architecte dieppois distingué par le prix de Rome en 1923, et Louis Filliol, son associé parisien, pour le compte de Pierre Perrotte, industriel dieppois - les huiles Poullard - et maire de Dieppe de 1929 à 1935.  
L'édifice est inscrit dans son intégralité (bâtiment, intérieurs et jardin) au titre des monuments historiques le 30 juillet 2012.
La Villa a servi de cabinet médical puis de galerie d'art de 2008 à 2018. La Villa a été rachetée par des propriétaires privés en 2022.

## Description
Villa moderniste bâtie en 1928 et aménagée dans le style Art déco par les architectes Georges Feray et Louis Filliol. L'architecture extérieure se caractérise par des volumes géométriques et asymétriques épurés que l'on retrouve dans le mouvement de l'Architecture moderne comme l' Hôtel Martel réalisé par Robert Mallet-Stevens à la même période. L'intérieur est pourvu d'un décor raffiné (mobilier encastré, cheminées en marbre, pièces d'art en fer forgé, escalier monumental et grand vitrail rouge, noir et argent). Une cour minérale d'entrée et un jardin clos de murs au sud composent l'espace extérieur au tracé très structuré, élaboré en association étroite avec l'architecte.

## Galerie

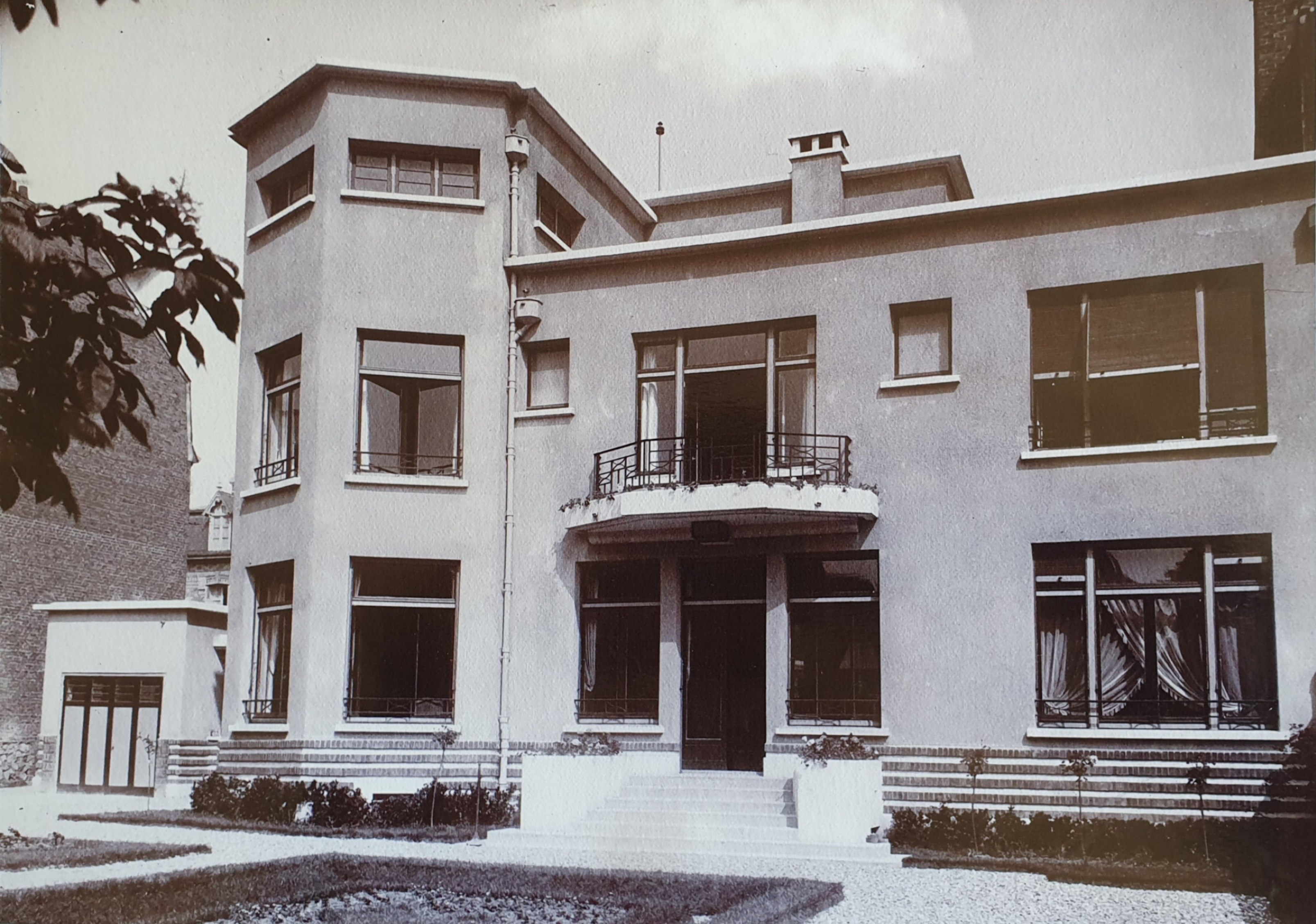
Villa Perrotte - côté jardin 1928.
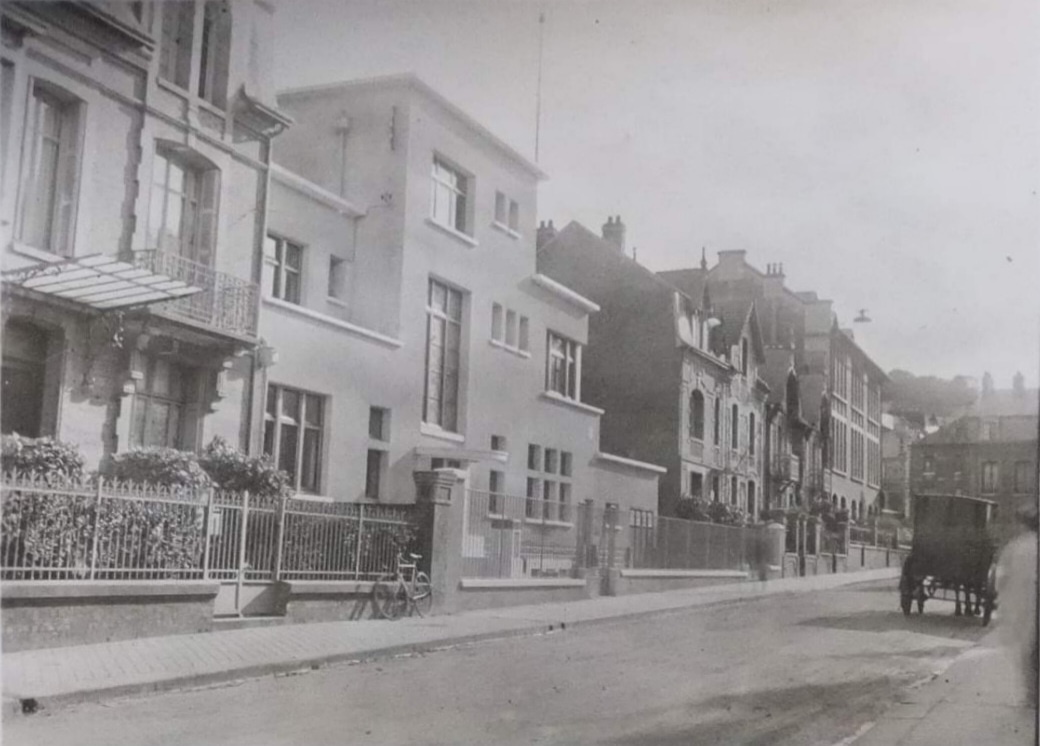
Calèche devant la Villa Perrotte - 1928.
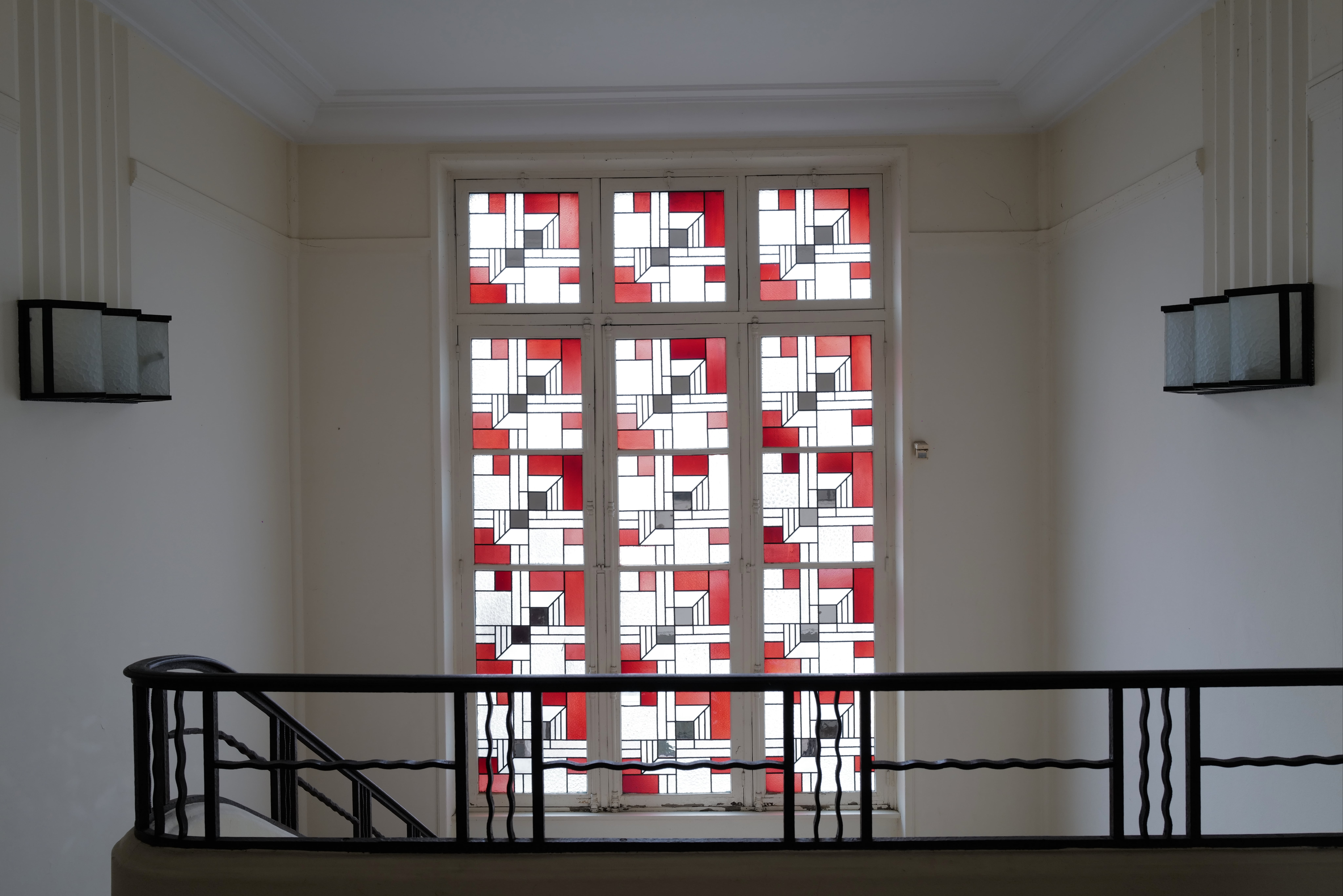
L'escalier Art Déco et le vitrail.